# مارسيلو فيرون
مارسيلو فيرون (بالإسبانية: Marcelo Verón)‏ (29 أبريل 1990 ببوينس آيرس في الأرجنتين - ) هو لاعب كرة قدم أرجنتيني في مركزي مهاجم ‏ والهجوم. لعب مع ديفينسوريس دي بيلغرانو وكولو-كولو ونادي الملعب التونسي ونادي سبتة ونادي كارتاخينا ونادي نوفيلدا ونادي موتاجوا ‏ ونادي بلاتنسي وأتليتكو بلاتينسي ‏ وسالجويروس ‏ وC.D. Suchitepéquez ‏ وكوبراز إنديوز دي سيوداد خواريز ‏.